# Centre Autonomista de Dependents del Comerç i de la Indústria
El Centre Autonomista de Dependents del Comerç i de la Indústria (CADCI) és una associació política i social, fundada el 1903 a Barcelona per un grup de dependents de comerç i d'oficines (anomenats despectivament saltataulells) de tendència política catalanista.

## Història
Fou inscrita com a obrera per tal d'evitar impostos. Segons els seus estatuts, la finalitat d'aquesta entitat era agrupar els dependents del comerç i de la indústria per aconseguir el millorament moral, cultural, físic i material dels associats, d'acord amb els principis autonomistes i d'una sana i convivent catalanitat. Aleshores admetia socis protectors per tal d'ajudar les Escoles Mercantils Catalanes, que feien les classes en català. En els primers anys, la secció de propaganda seguia les directrius de la Lliga Regionalista i participava en tots els actes cívics i esportius, però després es radicalitzà i se'n distancià. Des del 1912 editava la revista Acció.
Alhora, el juliol de 1910 s'hi creà la Secció Permanent de Relació i Treball i sota l'empenta i organització d'aquesta secció, comença a dirigir les reivindicacions i la confluència de les societats obreres de dependents mercantils de Barcelona, com la campanya del 1912-1913 pel tancament dels establiments a les 8 del vespre, la campanya pel descans dominical, o la campanya de 1914 per fixar la jornada de treball en 10 hores i la supressió de l'internat, que culminaria en la Primera Assemblea de Dependents de Catalunya (1913) i en la constitució de la Federació de Dependents de Catalunya (gener del 1921).
El 1917 tenia uns 10.000 socis. Aleshores el seu president, Josep Puig i Esteve, fou elegit regidor de Barcelona per la Lliga Regionalista. Poc abans de la proclamació de la Dictadura de Miguel Primo de Rivera, hi fou signat al seu local el primer pacte Galeusca l'11 de setembre del 1923.
Miguel Primo de Rivera clausurà el CADCI, processà sota l'acusació de separatisme els dirigents de la secció de propaganda i s'emparà de la seu social de la rambla de Santa Mònica, on s'instal·là el Sindicat Lliure, i que va recuperar el 1931. Fou pedrera de joves activistes catalans com Jaume Compte i Canelles, Abelard Tona i Nadalmai i Jordi Arquer i Saltor.
Quan es proclamà la Segona República Espanyola es decantà políticament per Esquerra Republicana de Catalunya i el seu president, Francesc Xavier Casals i Vidal, fou nomenat conseller de Treball i d'Assistència Social el 1932. Un grup de socis del centre participà en els fets del 6 d'octubre del 1934; s'atrinxeraren a la seu de la rambla Santa Mònica i en foren desallotjats a canonades per l'exèrcit. Hi moriren Jaume Compte i Canelles, Manuel González Alba i Amadeu Bardina.
El 1936 en fou nomenat president Pere Aznar i Seseres, diputat a les corts republicanes pel Partit Català Proletari. Durant la Guerra civil espanyola la secció de treball s'adherí a la Unió General de Treballadors en una assemblea plena d'irregularitats. Quan les tropes de Franco ocuparen Barcelona el 1939, confiscaren el local del CADCI confiscant tot el seu fons documental i la biblioteca, hi instal·laren un hospital. Tot i que el 1939 no va ser inclòs en la Ley de Responsabilidades Políticas, per un decret del 31 de gener del 1944 s'ordenà la transferència de la seu social del CADCI, aleshores en poder de la Falange Tradicionalista y de las JONS (hi havia la seu del Frente de Juventudes), al Ministeri de l'Exèrcit.
El CADCI es mantingé a l'exili de Santiago de Xile de la mà de Pere Aznar President del CADCI des del 1939, signant les diferents renovacions del pacte Galeusca, primer a Mèxic (1944) i després a Buenos Aires (1947).
Després del franquisme hi hagué alguns intents frustrats de reconstruir el CADCI, i finalment el gener del 1979 es va inscriure el Centre Autonomista de Dependents del Comerç i de la Indústria, Entitat Obrera. El CADCI té una important feina en la seva reclamació dels seus drets patrimonials i morals, per aquesta raó durant el primer govern de Jordi Pujol i en presència del conseller de treball Farreres, el CADCI i la UGT de Catalunya signen un acord de col·laboració per tornar a la seva seu de Rambla Santa Monica i suport logístic per tornar el CADCI al lloc que li pertoca. El 2007 va fundar amb la UGT de Catalunya la Fundació Catalunya Comerç, per tal de promoure i defensar els interessos dels treballadors del comerç, i assolí uns 3.000 socis. L'any 2009 signen un acord de col·laboració amb PIMEC i amb el CCN reforcen la seva presència amb el teixit del comerç català. Com a fet important es remarca la cessió del fons documental del CADCI de la mà del seu president Josep M. Andreu I Torres i el Conseller de Cultura Joan M. Tresserras confiscat pel franquisme, a l'Arxiu Nacional de Catalunya.
El local de la Rambla de Santa Mònica és actualment una de les seu de la Unió General de Treballadors de Catalunya, i una placa hi recorda la mort de Jaume Compte, Manuel González Alba i Amadeu Bardina.
El 30 d'octubre de 2015, el grup municipal CUP-Capgirem Barcelona, juntament amb el CADCI, van presentar una proposició al ple de l'Ajuntament de Barcelona perquè l'entitat municipal adquirís en propietat l'edifici que l'associació tenia al número 10 de la Rambla de Santa Mònica de Barcelona, prèvia negociació amb el Ministeri de Foment d'Espanya. Amb posterioritat, s'instava que l'immoble fos destinat a la creació de l'Espai Memorial de la República, un lloc per a recollir la memòria del CADCI, sobre la història del moviment obrer català i la seva lluita antifeixista. Finalment, també se sol·licitava que l'Ajuntament i el CADCI cerquessin una fórmula de partenariat en la gestió de la finca. La proposta fou desestimada amb els vots a favor de la CUP (3), l'abstenció de BeC (11), CiU (10) ERC (5), PSC (4), i el vot contrari de C's (5) i el PP (3).
Al 2022 amb assemblea general, el President Josep M. Andreu deixa la presidència.

## Presidents
- 1903: Carles Font i Rovira
- 1904: Martí Castañeda
- 1905 - 1908: Josep Bordas de la Cuesta
- 1909 - 1916: Josep Puig i Esteve
- 1916 - 1919: Rafael Pons i Farreras
- 1919 - 1921: Joan Torrens i Dagès
- 1921 - 1932: Francesc Xavier Casals i Vidal
- 1932 - 1934: Manuel Juliachs i Mata
- 1934 - 1936: Jaume Cardús
- 1936 - 1977: Pere Aznar i Seseres
- 1977: Joaquim Núñez i Roig
- 1977 - 2000: Lluís Urpinell i Joan
- 2000 - 2007: Agustí Barrera i Puigví
- 2007 2022: Josep Maria Andreu i Torres
- 2022 - actualitat: Daniel Laspra i Roig